# 台湾勾儿茶
台湾勾儿茶或台湾黄鳝藤（学名：Berchemia formosana）为鼠李科勾儿茶属下的一个种。其种加词“formosana”意为“台湾的”。